# Micropera thailandica
Micropera thailandica là một loài thực vật có hoa trong họ Lan. Loài này được (Seidenf. & Smitinand) Garay mô tả khoa học đầu tiên năm 1972.